# Daïra de N'Goussa
La daïra de N'Goussa est une circonscription administrative algérienne située dans la wilaya d'Ouargla. Son chef-lieu est situé sur la commune éponyme de N'Goussa.

## Communes
La daïra est constituée de la seule commune de N'Goussa.